# Vlasta Trpíková
Vlasta Trpíková (6. listopadu 1918 – ???) byla česká a československá politička Komunistické strany Československa a poúnorová poslankyně Národního shromáždění ČSR.

## Biografie
Ve volbách roku 1954 byla zvolena do Národního shromáždění ve volebním obvodu Hlučín. Zvolena byla jako bezpartijní poslankyně, později v průběhu výkonu mandátu uváděna jako členka KSČ. V parlamentu setrvala až do konce funkčního období, tedy do voleb roku 1960.
K roku 1954 se profesně uvádí jako lékařka Okresního ústavu národního zdraví